# Гантсвілл (Міссурі)
Гантсвілл (англ. Huntsville) — місто (англ. city) в США, в окрузі Рендолф штату Міссурі. Населення — 1376 осіб (2020).

## Географія
Гантсвілл розташований за координатами 39°26′11″ пн. ш. 92°32′38″ зх. д. / 39.43639° пн. ш. 92.54389° зх. д. (39.436375, -92.543993).  За даними Бюро перепису населення США в 2010 році місто мало площу 6,19 км², уся площа — суходіл.

## Демографія
Згідно з переписом 2010 року, у місті мешкали 1564 особи в 590 домогосподарствах у складі 396 родин. Густота населення становила 253 особи/км².  Було 690 помешкань (112/км²).
Расовий склад населення:
| - 92,6 % — білих - 5,2 % — чорних або афроамериканців - 0,3 % — азіатів - 0,1 % — корінних американців |

До двох чи більше рас належало 1,6 %. Частка іспаномовних становила 1,2 % від усіх жителів.
За віковим діапазоном населення розподілялося таким чином: 24,9 % — особи молодші 18 років, 61,1 % — особи у віці 18—64 років, 14,0 % — особи у віці 65 років та старші. Медіана віку мешканця становила 37,3 року. На 100 осіб жіночої статі у місті припадало 106,3 чоловіків;  на 100 жінок у віці від 18 років та старших — 103,8 чоловіків також старших 18 років.
Середній дохід на одне домашнє господарство  становив 52 229 доларів США (медіана — 40 787), а середній дохід на одну сім'ю — 54 260 доларів (медіана — 51 354). Медіана доходів становила 33 276 доларів для чоловіків та 28 750 доларів для жінок. За межею бідності перебувало 15,1 % осіб, у тому числі 12,5 % дітей у віці до 18 років та 6,3 % осіб у віці 65 років та старших.
Цивільне працевлаштоване населення становило 592 особи. Основні галузі зайнятості: освіта, охорона здоров'я та соціальна допомога — 26,4 %, роздрібна торгівля — 13,9 %, виробництво — 13,7 %.